# Ribići
Ribići – wieś w Bośni i Hercegowinie, w Federacji Bośni i Hercegowiny, w kantonie hercegowińsko-neretwiańskim, w gminie Konjic. W 2013 roku liczyła 525 mieszkańców, z czego większość stanowili Boszniacy.